# Tetragnatha lepida
Tetragnatha lepida là một loài nhện trong họ Tetragnathidae.
Loài này thuộc chi Tetragnatha. Tetragnatha lepida được miêu tả năm 1916 bởi Rainbow.